# Hvorosteanivka, Starobilsk
Hvorosteanivka (în ucraineană Хворостянівка) este localitatea de reședință a comunei Hvorosteanivka din raionul Starobilsk, regiunea Luhansk, Ucraina.

## Demografie
Componența lingvistică a localității Hvorosteanivka
     Ucraineană (95,24%)
     Rusă (4,55%)
Conform recensământului din 2001, majoritatea populației localității Hvorosteanivka era vorbitoare de ucraineană (95,24%), existând în minoritate și vorbitori de rusă (4,55%).